# Chirodus
Il chirodo (gen. Chirodus), noto anche come anficentro (gen. Amphicentrum) è un pesce osseo estinto, appartenente agli eurinotiformi. Visse tra il Carbonifero inferiore e il Carbonifero superiore (circa 330 - 310 milioni di anni fa) e i suoi resti fossili sono stati ritrovati in Europa e in Nordamerica.

## Descrizione
Questo pesce era di dimensioni medio-piccole, e solitamente non superava i 20 centimetri di lunghezza. Il corpo era fortemente compresso lateralmente e a forma di diamante; la pinna dorsale era appuntita, e la parte posteriore di quest'ultima era molto allungata e bassa. La pinna anale era opposta a quella dorsale e sostanzialmente identica. Prima della pinna dorsale e della pinna anale erano presenti due strutture appuntite e affilate. Non erano presenti le pinne pelviche, mentre quelle pettorali erano piccole. La testa era grande e alta, dotata di un muso appuntito e di grandi mascelle dentate. Gli occhi erano grandi. Il corpo era ricoperto da scaglie grandi e allungate, di forma rettangolare e disposte in file diagonali. 

## Classificazione
Descritto per la prima volta nel 1848 da M'Coy, il genere Chirodus comprende alcune specie di pesci dal corpo appiattito i cui fossili sono stati ritrovati in vari giacimenti di Europa e Nordamerica. Tra le specie più note, da ricordare Chirodus granulosus e C. pesranae dell'Inghilterra e C. orbicularis, rinvenuto a Mazon Creek (Illinois). 
Chirodus è classicamente ritenuto un rappresentante dei platisomoidi, un gruppo di pesci ossei arcaici dai corpi alti e compressi lateralmente, tra cui Platysomus, Ebenaqua, Bobasatrania ed Ecrinesomus. Ricerche più recenti, tuttavia, indicherebbero questo animale come un appartenente all'ordine degli Eurynotiformes, come Eurynotus e Benedenius; in particolare, Chirodus è il genere eponimo della famiglia Chirodontidae (o Amphicentridae).

## Paleoecologia
Chirodus abitava acque calme, in cui si muoveva piuttosto lentamente. Data la natura delle sue mascelle e della sua dentatura, è probabile che si nutrisse almeno in parte di piante acquatiche.